# Phare de Youghal
Le phare de Youghal est un phare situé à Youghal, en mer Celtique, dans le comté de Cork (Irlande). Il signale l'entrée du port de Youghal.
Il est géré par les Commissioners of Irish Lights.

## Histoire
Après l'invasion normande de l'Irlande de 1169 le normand Maurice Fitzgerald a construit, en 1190, un phare sur le côté ouest de l'entrée du port de Youghal presque exactement à l'emplacement du phare actuel. La charge de l'édifice a été laissé aux soins des religieuses du couvent de la ville. C'était une tour de pierre avec une porte en ogive et un escalier en colimaçon menant à la lanterne qui avait deux grandes fenêtres circulaires. Les religieuses maintenaient des torches allumées pour guider les navires à l'entrée du port. Le phare a été opérationnel de cette manière jusqu'à la dissolution du couvent en 1542. La tour tomba en ruine et a finalement été démoli en 1848 pour construire le nouveau phare.
En 1828, les commerçants et les propriétaires de Youghal et Cork ont commencé à exiger l'installation d'un phare. Mais, plutôt que de le construire sur l'emplacement de l'ancien phare, ils demandant de l'installer sur Capel Island, cinq miles au sud de Youghal, sur le côté ouest de la baie. Dès le début, ce projet a été rejeté par George Halpin, inspecteur du Ballast Board, ancêtre des Commissioners of Irish Lights, qui préférait le cap Ballymacart, aujourd'hui appelé Mine Head , ou Ardmore dans Youghal .
Le différend a duré près de vingt ans et même la Trinity House, l'autorité britannique, a du intervenir dans le cas à la demande du Ballast Board. Il a été décidé de céder à la pression des marchands de la région et de construire un phare sur Capel Island, confiant à George Halpin les procédures administratives et la conception du phare. En février 1848, les travaux allaient commencé, mais Ballast Board a reçu une lettre de l'Amirauté britannique par laquelle la décision de localiser le phare sur Capel Island était critiquée et que l'installation de deux phares, l'un à Mine Head et l'autre dans le village de Ballycotton, était proposée. Les deux phares, phare de Ballycotton et phare de Mine Head ont été rapidement construit avec la conception et la supervision de George Halpin.
Le phare de Youghal fut définitivement érigé sur le site de l'ancien phare démoli en 1848. En octobre 1848, les travaux ont commencé et terminé en Février de 1852. Le phare consistait en une tour circulaire de granit de 15 m de haut, peinte en blanc, et avec maison pour le gardien de phare et sa famille, l'ensemble étant entouré d'un mur de pierre. Son optique émettait une lumière blanche fixe à 16 km. En 1870 une lumière rouge a été installée pour signaler les marées, deux heures avant et une heure après la marée haute.

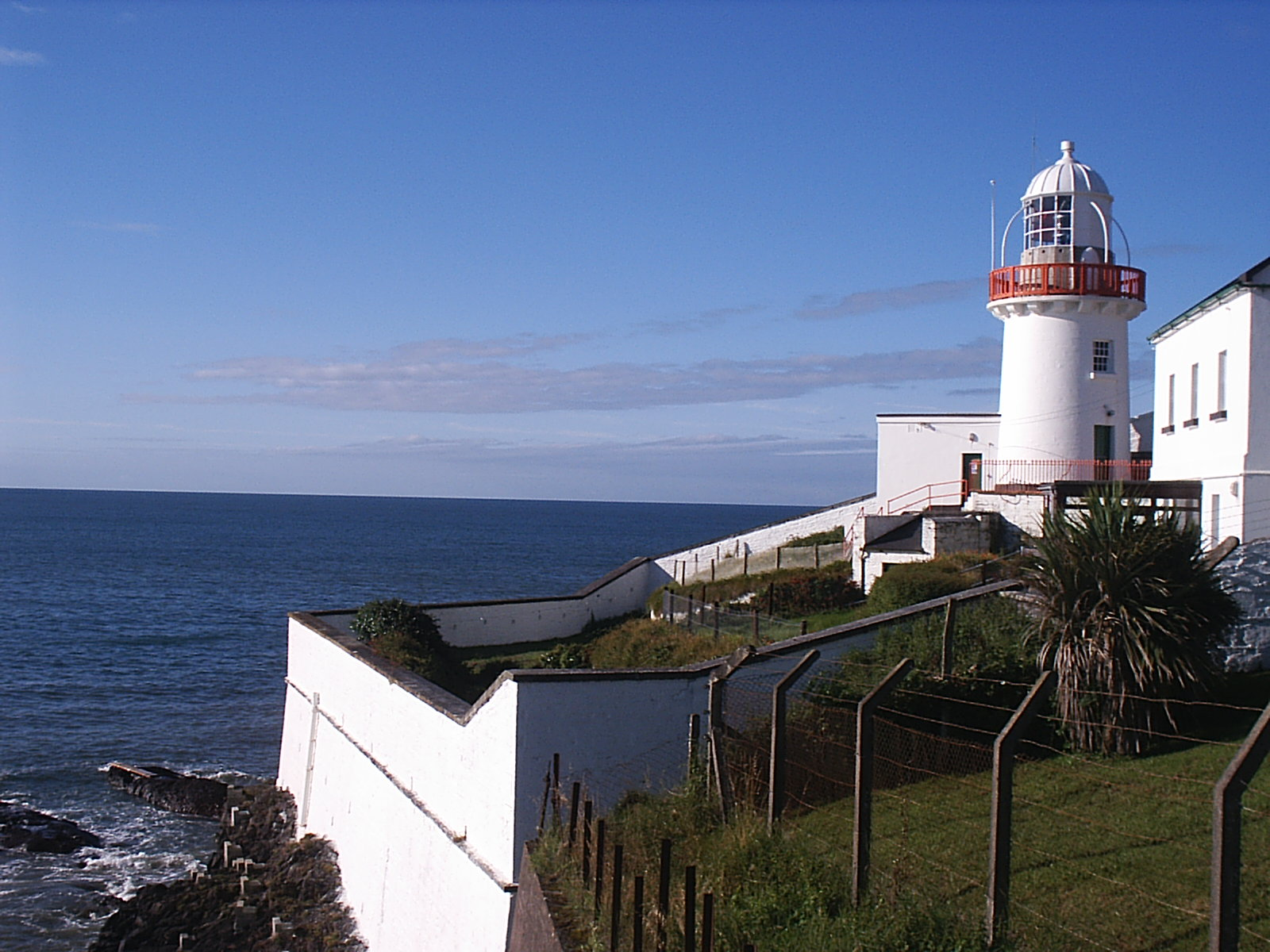

En 1939 le phare a été électrifié et le feu rouge est devenu un feu de secteur. La lampe était alimentée à l'acétylène émettant un flash toutes les 3 secondes et gardant le feu rouge de secteur. En 1978 les secteurs rouges ont été modifiés pour indiquer les lieux de danger et les eaux plus profondes avec plus de précision. En 1993 des nouvelles lampes ont été installées, pour remplacer les trois de 100 watts, par deux de 1000 watts, augmentant la portée à 27 km pour la lumière blanche.
Le phare a été automatisé en 1996 et il est contrôlé depuis des locaux de Dun Laoghaire. Il est placé sur le point le plus à l'est du Comté de Cork, sur le côté ouest de l'entrée du port d'Youghal, dans la baie d'Youghal. Le site ouvert mais la tour est fermée.

## Source
- (es) Cet article est partiellement ou en totalité issu de l’article de Wikipédia en espagnol intitulé « Faro de Youghal » (voir la liste des auteurs).